# Фердинанд Албін Пакс
Фердина́нд А́лбін Па́кс (нім. Ferdinand Albin Pax, 26 липня 1858, Двур-Кралове, Чехія — 1 березня 1942, Вроцлав) — німецький ботанік.
Пакс був директором ботанічного саду у Вроцлаві, професором ботаніки та зоології Технічного університету Вроцлава (англ. Technical University of Wroclaw).
Основний науковий внесок пов'язаний з родиною рослин Гвоздичні.

## Наукові праці
- Pax F. Caryophylleae // A. Engler, K. Prantl. Die natürlichen Pflanzenfamilien. Leipzig. 1889. Teil. 3, abt. 1b.
- Allgemeine Morphologie der Pflanzen mit besonderer Berücksichtigung der Blüthenmorphologie (Штутгарт, 1890)
- Lehrer durch den Königlichen botanischen Garten der Universität Breslau (Breslau, 1895)
- Schlesiens Pflanzenwelt (Єна, 1915).
- Pflanzengeographie von Polen (Берлін, 1918)
- Pflanzengeographie von Rumänien (Галле, 1920)
- Die Tierwelt Schlesiens (Jena, 1921)
- Bibliographie der schlesischen Botanik (Breslau, 1929—1930)

### Деякі таксони, описані Паксом
Пакс і Кет Гофман описали велику кількість нових видів рослин у праці «Natürliche Pflanzenfamilien» (Природні родини рослин) Engler:
- Annesijoa novoguineensis Pax et K.Hoffm.
- Montia calycina Pax et K.Hoffm. syn. Neopaxia calycina Heenan[6][7]
- Acalipha urophylla Pax syn. Acalipha paxii J.B.Palacký